# クリフハンガー (プロット)
クリフハンガー（英:cliffhanger または cliffhanger ending）とは作劇手法の一つで、劇中で盛り上がる場面、例えば主人公の絶体絶命のシーンや新展開をみせる場面などを迎えた段階で結末を示さないまま物語を終了とすることである。

## 概要
この手法は、観劇する者に「自由に物語の結末を想像させる」ことが特徴となる。しかし、海外ドラマ（特にアメリカ）の用語としては、やや原義とは異なり、中途半端な終わり方でその続きが気になるようなシーズンエンド（つまり作品全体の大団円ではなく、1シーズンの最終回）での物語の進行を遅延・未解決にする作劇手法を指す。そのため、一般的にアメリカのテレビドラマの場合、「シーズンエンド」と同義語である。
日本の連続テレビドラマや連載小説・漫画・テレビアニメなどの各話において、クリフハンガーと同様の手法が用いられるが、これは一般に「引き」あるいは「引っ張る」と呼ばれている。

## 歴史
元々は、1910年代から1920年代に映画館で上映された連続活劇を指す言葉で、その多くが、主人公が崖からぶら下がった絶体絶命のシーンで終わっていたことから、「崖にぶら下がるもの」を意味する「クリフハンガー」と呼ばれるようになった。
欧米のテレビドラマではシーズン終了後に番組を継続するかどうかを判断することが多いが、人気ドラマの場合、かなり早い段階で継続が決定していることも少なくなく、次のシーズンが始まるまで視聴者の興味をひきつけておくことが重要となる。そこで、最終回を次のシーズンの冒頭話に続くような内容にする手法が考え出されたのである。あるシーズンの最終回が前編、次シーズンの初回が後編と、完全に繋げてしまう手法がとられることもある。
この手法を最初に用いたテレビドラマは『ダラス』で、社会現象になるほどの話題となった。
製作の長期継続が決まっていないドラマであっても、原作を特定の章ごとに区切ってドラマ化したり、クリフハンガーによる視聴率効果を狙って、シーズンエンドに「つづく」「TO BE CONTINUED」と表示することもある。もっとも、アメリカのテレビ業界は非常にシビアであるため、成績が悪ければたとえクリフハンガーでも容赦なく打ち切りになり、そうしたドラマでは物語は謎を残したまま終了となる。この場合、クリフハンガーの原義通りに、物語の終結は観劇者の想像に任されることになる。

## 一般的な例
1. 銃声が聞こえた場所に行くと人が死んでいる。死者の身元は不明のまま終わる。
2. 中心人物が瀕死の重傷を負う。一命を取り留めたのか没したのかは不明。
3. 事件が未解決のまま終わる。
4. 絶体絶命のピンチになる（敵に追い詰められたり自分の立場が危なくなるような事件が起きたり）。
5. 敵の黒幕と出会う。だが視聴者には正体が分かる寸前で終わる（黒幕と対峙、「あんただったのか……!」、相手は後ろ姿や逆光等）。
6. 物語から消えていた登場人物が前触れもなく登場する（作中では死亡したと思われていた等）。

クリフハンガーで一番多いのが「誰が死んだのかわからない」である。アメリカでは俳優との契約はシーズンごとに行われるので、契約交渉が失敗するとその役者は次のシーズンでは突然ドラマから姿を消してしまう。そのために次のシーズンでその役者が出なくてもいいようにするためにこのようなクリフハンガーを使うこともある（最終回になって俳優・女優の髪型が急に変わったりするのは、次のシーズンに出演するときにその髪型で出演するため）。

## 使用された作品

### 映画
バック・トゥ・ザ・フューチャー シリーズ
- 第1作のエンディングで「to be continued」と表記し、続編にてタイムマシンによる未来編・過去編を描いている。ただしこれはクリフハンガーではなく、元々第1作のみで完結するものとして製作されていた。1987年に本作がビデオソフト化された際に劇場公開時にはなかった「to be continued」のテロップが入れられたもので、このテロップの本意は「登場人物の人生の旅（冒険）はこれからも続く」という意味のジョークであったが、これを見た人たちによる続編製作希望の問い合わせが殺到したため、急遽シリーズ化された。

### 日本以外のテレビドラマ
LAW & ORDER:性犯罪特捜班
- シーズン13。性犯罪特捜班の一員がベッドで目を覚まし、隣に殺害された女性を見つけた所で終わる。
- シーズン14。性犯罪特捜班の一員が帰宅すると男が待ち構えており、男に銃を突き付けられたところで終わる。

24 -TWENTY FOUR-
- シーズン2。 ファンとして紛れ込んだ女テロリストと握手したパーマー大統領が、倒れたまま終わる。
- シーズン5。 事件解決後に愛娘との電話中に突如、中国に拉致されてしまい、消息不明のまま終わる。
- シーズン7。 ジャック・バウアーが生物兵器に蝕まれ、愛娘が治療に協力することになるが、生死不明のまま終わる。

LOST
- シーズン5。スワン建設現場の掘削孔に落ちたジュリエットが、水爆を叩いて起動させようとし画面がホワイトアウトして終劇。

CSI:マイアミ
前シーズン最終話と次シーズンの第1話で前編・後編を構成するという手法がとられることがたびたびあり、最終話中で主人公ホレイショ・ケインが銃撃されることも多い。
HEROES
- シーズン1。戦いの末に倒されたはずの敵サイラーの身体がなくなっており、彼の血で「TO BE CONTINUED」と地面に記され締めくくられる。

NCIS:LA
- シーズン2。チームの一人が辞表を提出し単身敵組織の下へと乗り込み、組織の拠点にてそのメンバーと組織とのつながりを仄めかすシーンで締めくくられる。

恐竜SFドラマ プライミーバル
- シーズン1。ペルム紀から帰還した主人公ニック・カッターがクローディア・ブランの消失をもって歴史改変に気付き終わる。
- シーズン2。仲間の葬式の後ニックの妻ヘレン・カッターがシルル紀で死亡したはずの兵士を大量に引き連れて登場し終わる。
- シーズン3。新主人公ダニー・クインが鮮新世、仲間コナー・テンプルとアビー・メイトランドが白亜紀に取り残され終わる。
- シーズン5。新主人公マット・アンダーソンが未来からやってきた傷だらけの自分と遭遇。未来の彼は忽然と姿を消し幕を下ろす。

スーパーナチュラル
- シーズン1。ラストシーンで敵の罠に嵌った主人公たちが交通事故で重傷を負うシーンでフェードアウトしてゆく。

ダラス
主人公ジョン・ロス・ユーイング2世が銃撃される。生死は不明。
ドクター・フー
- シーズン1。タイム・ヴォルテックスというエネルギーを受けた主人公9代目ドクターから光が放出、新たな顔になる。
- シーズン2。10代目ドクターがヒロインのローズ・タイラーとの別れを悲しむ中、彼の宇宙船ターディスに突如ウエディングドレスを着た女性が出現する。
- シーズン3。新ヒロインのマーサ・ジョーンズがターディスを降りた後、タイタニック号と書かれた船がターディスに突撃して終わる。
- シーズン7。自らのタイムラインに入ってクララ・オズワルドを救出に向かった11代目ドクターが、歴代で唯一存在を否定したい過去の自分と遭遇する。
- シーズン8。12代目ドクターがクララと別れた直後、ターディスにサンタクロースが乗り込んできて終わる。
- シーズン10。12代目ドクターが体を冷却し再生をキャンセルしたところ、初代ドクターと遭遇する。

プリズン・ブレイク
- シーズン2。主人公マイケル・スコフィールドと彼を追う捜査官アレキサンダー・マホーンが攻防戦の末、共に刑務所に収監される。
- シーズン3。主人公マイケル・スコフィールドがある人物への報復を胸に、拳銃とともに車を走らせるシーンでフェードアウトしてゆく。

シカゴ・ファイア
- シーズン2。建物火災で大爆発が起こり、51分署に所属する隊員のほぼ全員の安否が不明のまま終わる。
- シーズン3。副業で犯罪者と関わり、その犯罪者の捜査をしている警察と協力していた消防士の自宅で犯罪者と関わりのある女性の死体が発見されて終わる。
- シーズン5。今回限りで引退を決めていた消防士が倉庫火災の現場で心臓発作で倒れる。その現場でその消防士を含む多くの消防士が閉じ込められて終わる。

シカゴ P.D.
- シーズン1。仲間の一人が何者かに殺害され、容疑者と真相が謎のまま終る。

シカゴ・メッド
- シーズン2。患者とのすれ違いから医師が病院の外で銃撃されて倒れた所で終わる。

荒野のピンカートン探偵社
- シーズン1．主役のアランが、ジェシー・ジェームスと決闘。銃声が響いたが、決着が判らないまま終劇。

超音速攻撃ヘリ エアーウルフ
- 「新エアーウルフ　復讐篇」に移るエピソードで、ストリングフェロー・ホークは重傷を負い、兄セントジョン・ホークにエアーウルフを託す。ストリングフェローのその後は不明。

### 日本のテレビドラマ
振り返れば奴がいる
最終回で司馬江太郎が平賀友一に刺されて倒れ、生死不明のまま幕を閉じる。
じゃじゃ馬ならし
最終話では、「さらなる波乱が訪れる」という予告がなされたが、続編などは制作されていない。
仮面ライダーディケイド
主人公の門矢士こと仮面ライダーディケイドが、数々の仮面ライダーに襲われ応戦するが、先程まで共闘していた浅からぬ因縁の相手、仮面ライダーディエンドに銃を突きつけられ銃声がその場に響き、ヒロイン、光夏美が「ディケイドー！」と叫んで終了。その直後、今冬公開の映画が完結編という情報が特報で流れたが多くの伏線を放り投げたこの終わり方にはBPO（放送倫理・番組向上機構）から注意喚起がなされた。
半沢直樹
2013年版第2部のラストシーン。功績を大きく評価されながらも叱責を受け、関連企業への出向が告げられる。ただこちらは原作小説ではそのまま続きの話が書かれている。
SP 警視庁警備部警護課第四係
主人公の井上薫とその上司の尾形総一郎の対立を予感させるシーンで最終話が締めくくられ、物語は劇場版『SP THE MOTION PICTURE』へと繋がってゆく。
ニッポンノワール-刑事Yの反乱-
主人公の遊佐清春が血を流して倒れているシーンで物語は幕を閉じる。

### テレビゲーム
コール オブ デューティ ゴースト
キャンペーンモードのラスト、射殺したと思われた敵、ガブリエル・ロークが生きていて、水没した列車から脱出。満身創痍の主人公、ローガン・ウォーカーを連れ去り、スタッフロール後はローガンが敵組織に洗脳された事を暗示するシーンで物語は終わる。
メタルギアシリーズ
スタッフロール後に新たな謎を残す、無線会話がお約束となっている。